# Grégoire Potton
Grégoire Potton, né au Puy-en-Velay, est un homme politique et dirigeant sportif français.
D'abord membre du Parti socialiste, il est collaborateur parlementaire de Thierry Mandon, puis son chef de cabinet au sein des gouvernements Valls I et Valls II. Il rejoint En marche, devenu La République en marche, à son lancement : au sein du parti, il occupe différentes fonctions dont celles de membre du bureau exécutif et de trésorier. De 2020 à 2022, il est directeur de cabinet d'Élisabeth Moreno, ministre déléguée à l’Égalité femmes-hommes, à la Diversité et à l’Égalité des chances. En 2021-2022, il est également le coordinateur des campagnes présidentielle et législatives pour la majorité présidentielle.
Il est par ailleurs directeur général du Red Star Football Club d'octobre 2017 à octobre 2019.

## Biographie

### Formation
Grégoire Potton grandit au Puy-en-Velay,. Il est capitaine de l'équipe jeunes du Puy Foot 43 Auvergne et fréquente une section sport-étude,. Ayant obtenu un diplôme de droit international et d'économie à l'université Panthéon-Assas,, il débute comme stagiaire à la Cour des comptes.

### Militantisme politique
Il s’engage au Parti socialiste (PS) à l'occasion de l'élection présidentielle de 2012. En 2013, il se fait remarquer pour une note qu'il corédige avec Matthias Fekl pour le laboratoire d'idées Terra Nova. Après avoir été son collaborateur parlementaire, il devient chef de cabinet de Thierry Mandon, secrétaire d’État à la Réforme de l’État et à la Simplification, en 2014, et le suit lorsque celui-ci est nommé secrétaire d’État en charge de l’Enseignement supérieur et de la Recherche, un an plus tard.
Lors des élections municipales de 2014, il figure sur la liste d’opposition au Puy-en-Velay face au maire sortant, Laurent Wauquiez. Il se présente également aux élections départementales de 2015 dans le canton du Puy-en-Velay-1, avec le soutien du PS et d'Europe Écologie Les Verts (EELV),. En 2016, il coordonne avec Agathe Cagé l'ouvrage Génération 2040, manifeste à l’attention des candidats à la Présidence de la République, issu des réflexions du laboratoire d'idées Cartes sur table, et visant à renforcer la prise en compte des préoccupations des jeunes dans la campagne présidentielle. Il s'engage également dans le monde associatif, à travers notamment Sauvons l'Europe.
Il se dit alors « écœuré » par le manque de démocratie interne au sein du PS, désapprouve l'annonce de François Hollande d'un projet de réforme de la déchéance de nationalité, et songe à abandonner la politique,,. Il rejoint En marche, qui deviendra La République en marche (LREM), par l'intermédiaire de Cédric O, et devient directeur des affaires générales du parti à l'automne 2016,. Cédric O le présente comme étant alors « la cheville ouvrière du mouvement ». Lors du piratage du MacronLeaks, il lance l'alerte sur la fuite auprès de Cédric O dont la gestion de crise sera assuré par l'Agence nationale de la sécurité des systèmes d'information. 
Après l'élection présidentielle de 2017, il est nommé directeur général de LREM ; il est aussi co-directeur de la campagne pour les législatives. Avec l'élection de Christophe Castaner comme délégué général en novembre 2017, il est nommé au bureau exécutif du parti et prend la fonction de trésorier, en remplacement de Cédric O. Il est lui-même remplacé à ce poste par Marie Guévenoux en septembre 2019.
Avec la formation du gouvernement Jean Castex, il devient directeur de cabinet d'Élisabeth Moreno, ministre déléguée à l’Égalité femmes-hommes, à la Diversité et à l’Égalité des chances,, rencontrée  en Afrique du Sud où il a suivi sa compagne qui a saisi une opportunité professionnelle.
En août 2021, il devient coordinateur des campagnes présidentielle et législatives pour la majorité présidentielle avec la charge de bâtir, en lien direct avec le palais de l’Élysée, un dispositif « prêt à l’emploi » pour le président de la République, qui ne s'est pas encore déclaré candidat. À ce titre, il est notamment chargé des recrutements, de la location de salles pour les meetings, et des comptes, et dirige, en lien avec Stanislas Guerini, le pôle « communication et stratégie numérique ». Le Monde le présente alors comme « un homme aussi inconnu du grand public que stratégique en interne », Paris Match comme le « chef d'orchestre » d'Emmanuel Macron.

### Directeur général du Red Star
En octobre 2017, il devient directeur général du Red Star Football Club, sous la présidence de Patrice Haddad, avec pour objectif de mener le club du National (3e division) à la Ligue 1 d'ici 2024,,. Sa nomination suscite l'hostilité de certains supporters de ce club emblématique de la banlieue rouge. Il doit notamment gérer le projet de rénovation du stade Bauer et défendre le partenariat du club avec le magazine Vice, décrié par une partie des supporters,. Il engage également, en 2018, un partenariat avec Uber qui fait polémique,. Il justifie ce partenariat comme une évolution du sponsoring en déclarant : « Pourquoi Uber ? Eh bien, parce que quand on vient voir des marques classiques qui investissent dans le foot, ils veulent rester dans le domaine du sponsoring traditionnel. Plutôt que du sponsoring classique, le Red Star conclut depuis plusieurs années des partenariats comprenant la promotion de contenus et d'activités. Là, avec Uber, on organise des événements comme des tournois de foot avec des chauffeurs, ou pour leurs enfants ».
Il délègue le secteur sportif au trio formé par Patrice Haddad, Steve Marlet (directeur sportif) et Régis Brouard (entraîneur). Il quitte le Red Star en octobre 2019 après la désignation du lauréat pour la reconstruction du stade Bauer.

## Publications
- Avec Matthias Fekl, Kevin Chausson et Fabien Duquesne, « Contre la crise démocratique, moderniser l'exercice du droit de vote », sur Terra Nova.fr, 17 décembre 2013 (consulté le 10 mars 2021).